# 1550-talet

## Händelser
- 12 juni 1550 – Gustav Vasa grundar Helsingfors.
- 1554–2 april 1557 – Stora ryska kriget mellan Sverige och Ryssland.
- 23 januari 1556 – 830 000 människor omkommer i jordbävningen i Shaanxi.
- 1559 – Den första kvinnan anklagad för häxeri bränns på bål i Sverige.

## Födda
- 4 oktober 1550 – Karl IX, kung av Sverige.
- 17 september 1552 – Paulus V, påve.
- 9 januari 1554 – Gregorius XV, påve.

## Avlidna
- 1552 - Olaus Petri, svensk reformator.
- 1553 - François Rabelais, fransk författare och läkare.